# Angelo Donelli
Angelo Donelli (Castelnovo di Sotto, 24 settembre 1922 – Milano, 22 maggio 2011) è stato uno psichiatra e educatore italiano.

## Biografia
Nato in una famiglia contadina di Cadè (Reggio Emilia), fu indirizzato agli studi anche a causa della sua salute cagionevole.
Studia infatti presso il seminario vescovile di Marola, all'interno del quale stringe molte amicizie che lo accompagneranno per tutta la sua vita. 
Si laurea in Medicina e Chirurgia all'Università degli Studi di Parma e successivamente ottiene la specializzazione in Neuropsichiatria.
Inizialmente opera presso l'ospedale psichiatrico "San Lazzaro" di Reggio Emilia.
Nel medesimo periodo, l'allora Vescovo di Reggio, don Beniamino Socche, conoscendone l'onestà e la capacità nella gestione di compiti difficili e delicati, lo chiama per fornire supporto ai seminaristi in difficoltà.
Nel 1954 prende l'iniziativa di trasformare il Centro per "handiccapati" "Sante De Sanctis" in un centro aperto.
Nello stesso anno partecipa alla prima "Conferenza Nazionale dell'Infanzia e dell'Adolescenza", a Roma, ove incontra Aldo Moro, le cui idee e impostazioni nel campo dell'educazione e del sociale hanno un grande impatto su di lui.
Nel 1956 diviene Direttore del Centro medico-psico pedagogico dell'ENPMF (Ente Nazionale Protezione Morale Del Fanciullo), poi trasferitosi a Milano.
Nel 1957 contribuisce alla fondazione dell'Istituto Marchiondi di Milano (Istituti Riuniti Marchiondi Spagliardi). L'Istituto, il cui fine era «ospitare ed educare adolescenti caratteriali» era caratterizzato da una particolare impostazione terapeutica che si rifletteva in parte anche nell'edificio scelto come sede dell'Istituto.
Questo fu appositamente realizzato a Baggio dall'architetto Vittoriano Viganò, con una particolare impostazione rivolta all'abbattimento delle barriere e alla condivisione degli spazi ed alla loro fruibilità.
A seguito di questa esperienza, però, egli si rese conto della necessità di creare una nuova professione: l'"Educatore Professionale".
L'introduzione dell'Educatore professionale avviene quindi tramite la fondazione, nel 1960 a Milano (in collaborazione con Rosa Giani, assessore del Comune di Milano e di Caio Mario Cattabeni, rettore dell'Università Statale di Milano) della prima Scuola per Educatori in Italia (E.S.A.E.), e si fonda sulla convinzione della pressante necessità di dare alle figure preesistenti una specifica preparazione scientifico-pedagogica trasversale rispetto sia alle discipline, sia ai singoli settori di intervento.
Dal 1965 al 1975 è Coordinatore delle équipe medico-psico-sociali dell'Amministrazione Provinciale di Milano per l'organizzazione dei Servizi Sociali e delle competenze degli Enti Locali in materia socio-assistenziale.
È stato per venti anni CTU della sezione Minori della Corte d'Appello di Milano.
In tutti questi anni ha collaborato con moltissime persone ed istituzioni sia occupandosi dello sviluppo di progetti complessi e di ampio respiro, sia prendendosi a cuore i singoli casi, che trattava –sempre gratuitamente- con competenza ed amore.
Tra questi va citata sicuramente la Casa della Carità di Villa Cella, seguita insieme a don Dante Ronzoni, di cui era amico fraterno.
In anni più recenti, ha sviluppato la concezione dell'Educatore nella Società, arrivando ad identificare la necessità dell'istituzione dell "Educatore della famiglia", che operi non più in maniera sostitutiva della famiglia stessa, ma sia capace di valorizzarne le risorse, suscitandone un possibile rinforzo, attraverso un'azione tipicamente educativa.
Dal 2002 è fondatore e direttore della cooperativa sociale S.O.L.E. - Soluzioni organizzative per il lavoro e l'empowerment - Milano. Cooperativa che promuove l'inserimento lavorativo dei disabili perfezionando le loro potenzialità lavorative anche attraverso attività di ricerca, formazione ed istruzione. 
Nel 2003 ha ricevuto l'“Ambrogino d'oro” dal Comune di Milano, come riconoscimento per la sua opera nel campo del sociale e la creazione dell'Educatore Professionale. 
Recentemente ha scritto e curato il libro Famiglia Educazione, che racchiude molti dei principi che ne hanno caratterizzato l'opera e anche un'incessante volontà di progettare soluzioni nuove e creative per migliorare la Società in cui viviamo e dare aiuto alle persone più sofferenti.

## Opere
- Donelli, I minori in Istituto, pubblicazione del Centro Studi ESAE, Ed. Comune di Milano
- Donelli, La supervisione dell'educatore professionale, IREF/Ricerche a cura di Giuseppe Scaratti, Ornella Fusè e Anna Bertani, ed. Franco Angeli
- Donelli, Famiglia Educazione, Lulu, 2008 ISBN 978-1-84799-391-5

## Riconoscimenti
- 1989 - Medaglia d'oro “Per 34 anni di lodevole servizio” conferita dal Comune di Milano
- 2003 - Attestato di benemerenza civica conferito dal Comune di Milano (Ambrogino d'oro) per la creazione, la formazione ed il supporto alla figura dell'Educatore Professionale in Italia.